# Хофмен (город, Миннесота)
Хофмен (англ. Hoffman) — город в округе Грант, штат Миннесота, США. На площади 5,4 км² (5,4 км² — суша, водоёмов нет), согласно переписи 2002 года, проживают 672 человека. Плотность населения составляет 123,5 чел./км².
- Телефонный код города — 320
- Почтовый индекс — 56339
- FIPS-код города — 27-29474[1]
- GNIS-идентификатор — 0645053[2]